# 名護屋城

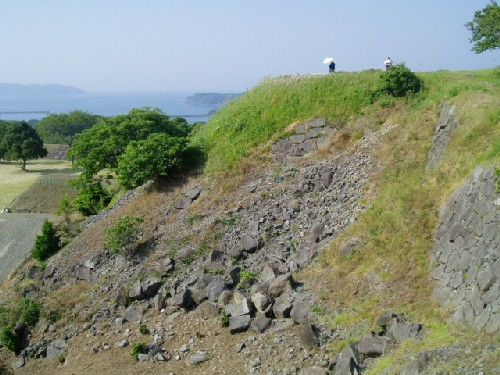
NagoyaC_hommaru

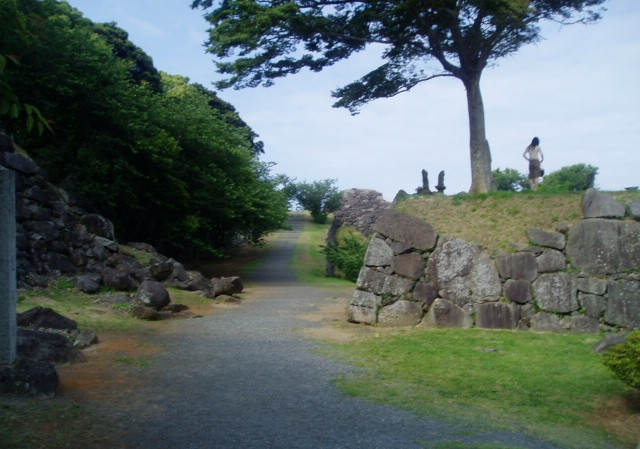
名護屋城大手門遺跡

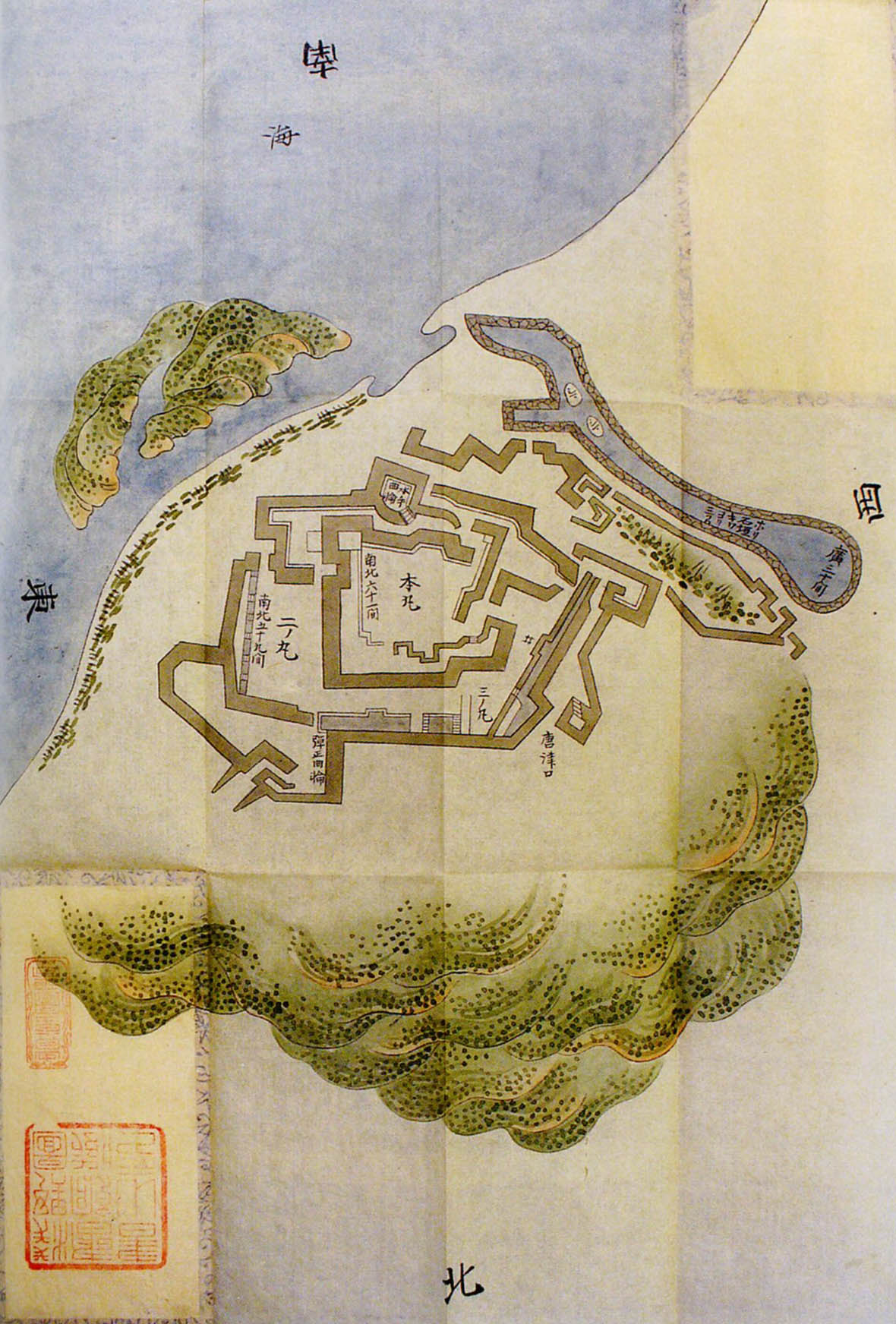
名護屋城地圖

名護屋城爲日本古肥前國松浦郡名護屋（今佐賀縣唐津市鎮西町名護屋）之城。豐臣秀吉於萬曆朝鮮戰爭時開築此城。該城現爲日本國家指定特別史跡。